# Natantispora lotica
Natantispora lotica är en svampart som först beskrevs av Shearer, och fick sitt nu gällande namn av J. Campb., J.L. Anderson & Shearer 2003. Natantispora lotica ingår i släktet Natantispora och familjen Halosphaeriaceae.   Inga underarter finns listade i Catalogue of Life.